# Giovanni Moretti
Giovanni Moretti detto "Cesira" (Crema, 3 dicembre 1909 – Crema, 1º febbraio 1971) è stato un calciatore e allenatore di calcio italiano, di ruolo mediano avanzato o centravanti.

## Biografia
Morì nella propria abitazione di Crema il 1º febbraio 1971.

## Carriera
Nel 1930 iniziò nel Crema e dopo una stagione passò al Milan.
Esordì nella massima serie il 20 settembre 1931, in Milan-Fiorentina 1-1, e restò a Milano fino al 1939, dove segnò 61 gol in 207 partite. Durante il periodo "milanese" ebbe anche alcune convocazioni in nazionale.
Giocò due anni della carriera nel Brescia in Serie B (60 presenze e 19 gol), un anno a Cremona in Serie C, prima di chiudere col Crema.

## Statistiche

### Presenze e reti nei club
| Stagione        | Squadra         | Campionato      | Campionato | Campionato | Coppe nazionali | Coppe nazionali | Coppe nazionali | Coppe continentali | Coppe continentali | Coppe continentali | Altre coppe | Altre coppe | Altre coppe | Totale | Totale |
| Stagione        | Squadra         | Comp            | Pres       | Reti       | Comp            | Pres            | Reti            | Comp               | Pres               | Reti               | Comp        | Pres        | Reti        | Pres   | Reti   |
| --------------- | --------------- | --------------- | ---------- | ---------- | --------------- | --------------- | --------------- | ------------------ | ------------------ | ------------------ | ----------- | ----------- | ----------- | ------ | ------ |
| 1931-1932       | Milan           | A               | 31         | 11         | -               | -               | -               | -                  | -                  | -                  | -           | -           | -           | 31     | 11     |
| 1932-1933       | Milan           | A               | 30         | 9          | -               | -               | -               | -                  | -                  | -                  | -           | -           | -           | 30     | 9      |
| 1933-1934       | Milan           | A               | 31         | 9          | -               | -               | -               | -                  | -                  | -                  | -           | -           | -           | 31     | 9      |
| 1934-1935       | Milan           | A               | 30         | 10         | -               | -               | -               | -                  | -                  | -                  | -           | -           | -           | 30     | 10     |
| 1935-1936       | Milan           | A               | 27         | 9          | CI              | 4               | 2               | -                  | -                  | -                  | -           | -           | -           | 31     | 11     |
| 1936-1937       | Milan           | A               | 24         | 6          | CI              | 6               | 0               | -                  | -                  | -                  | -           | -           | -           | 30     | 6      |
| 1937-1938       | Milan           | A               | 27         | 7          | CI              | 5               | 5               | CEC                | 0                  | 0                  | -           | -           | -           | 32     | 12     |
| 1938-1939       | Milan           | A               | 7          | 0          | CI              | 1               | 0               | -                  | -                  | -                  | -           | -           | -           | 8      | 0      |
| Totale Milan    | Totale Milan    | Totale Milan    | 207        | 61         |                 | 16              | 7               |                    | 0                  | 0                  |             | -           | -           | 223    | 68     |
| Totale carriera | Totale carriera | Totale carriera | ?          | ?          |                 | ?               | ?               |                    | ?                  | ?                  |             | ?           | ?           | ?      | ?      |

## Palmarès

### Club

#### Competizioni nazionali
- Serie C: 1

Cremonese: 1941-1942